# La Tour d’Eyne
Der Tour d’Eyne (cat.: Torre d’Eina) ist ein 2830 m hoher, markanter Berg in den französisch-katalanischen Ostpyrenäen in der Nähe zur Grenze nach Spanien.

## Routen
Der Gipfel ist von ortskundigen, geübten Wanderern über unmarkierte Pfade vom Ort Eyne bzw. über einen teilweise ausgesetzten Gratweg vom Nachbargipfel Pic d’Eyne erreichbar.